# 제주국제컨벤션센터
제주국제컨벤션센터(濟州國際컨벤션센터, International Convention Center Jeju)는 제주특별자치도 서귀포시 중문관광로 224 (중문동)에 위치한 컨벤션센터이다.